# Plateosaurus
A Plateosaurus (jelentése „széles úti gyík”, bár gyakran tévesen „lapos gyíknak” vagy „széles gyíknak” is fordítják) a dinoszauruszok Plateosauridae családjának névadó neme. A késő triász korban, körülbelül 216–199 millió éve élt Európa középső és északi részén. A Plateosaurus egy bazális (korai) sauropodomorpha, egy úgynevezett „prosauropoda”. A legutolsó vizsgálat két érvényes fajt azonosított: a késő nori alkorszak és a rhaeti korszak idején élt típusfajt, a P. engelhardtit és a valamivel korábbi, a kora nori alkorszakban élt P. gracilist. Korábban más fajokat is ebbe a nembe soroltak, és a plateosaurida dinoszauruszok rendszertanában máig nincs egyetértés. A nemhez számos szinonima (érvénytelen duplikált név) is kapcsolódik.
Az 1834-ben Johann Friedrich Engelhardt által felfedezett és három évvel később Hermann von Meyer által leírt Plateosaurus az ötödikként elnevezett, még napjainkban is érvényes dinoszaurusznem, de nem tartozik azon három nem közé, amelyek alapján Richard Owen 1842-ben a Dinosauria öregrendet definiálta — akkoriban ugyanis még alig volt ismert, és nehezen lehetett dinoszauruszként azonosítani. A Plateosaurus azóta több mint száz, részben majdnem teljes csontvázzal a tudomány számára legismertebb dinoszauruszok egyikévé vált. Mivel fosszíliái gyakran kerülnek elő Délnyugat-Németországban, a Schwäbischer Lindwurm (sváb sárkány) becenevet kapta.
A Plateosaurus két lábon járt. Hosszú, mozgékony nyakán kis koponya ült. Éles, de egyenes, a növények megőrlésére használt fogai, erőteljes hátsó és rövid, izmos mellső lábai voltak fogásra képes kezekkel, amelyek három ujja nagy, feltehetően védekezésre és táplálkozásra szolgáló karomban végződött. A Plateosaurusra erősen jellemző a fejlődési plaszticitás, ami a dinoszauruszoknál szokatlan: a teljesen kifejlett egyedek hossza 4,8 és 10 méter, tömege 600 és 4000 kilogramm között változott. Az egyes példányok legalább 12–20 évig éltek; maximális élettartamuk nem ismert.
A fosszilis leletanyag bősége és kitűnő állapota ellenére a Plateosaurus sokáig a leginkább félreértett dinoszauruszok egyike volt. Egyes kutatók a közvélemény részévé vált, de a későbbi geológiai és őslénytani bizonyítékokkal szembenálló elméleteket állítottak fel. Az 1980-as évektől a Plateosaurus taxonómiáját (rokoni kapcsolatait), tafonómiáját (fosszilizálódásának módját), biomechanikáját (csontvázának működését) és ősbiológiáját (életkörülményeit) részletesen átvizsgálták, megváltoztatva az állat biológiájának, testhelyzetének és viselkedésének értelmezését.

## Anatómia

A P. engelhardti és az ember méretének összehasonlítása

A Plateosaurus a korai növényevők egy csoportjába, a „prosauropodák” közé tartozik. A csoport elavult, mivel a „Prosauropoda” nem monofiletikus csoport (ezért írandó idézőjelbe), így a legtöbb kutató inkább a bazális sauropodomorpha kifejezést használja. A két lábon járó növényevőkre jellemző testfelépítéssel; kis koponyával, hosszú, tíz csigolyából álló hajlékony nyakkal, zömök törzzsel és hosszú, legalább 40 csigolyából álló mozgékony farokkal rendelkezett. A Plateosaurus karjai még a legtöbb egyéb „prosauropodához” viszonyítva is nagyon megrövidültek, de erős felépítésűek voltak, a kezek pedig erőteljes szorításhoz adaptálódtak. A vállöv keskeny volt (a felállított csontvázakon és az ábrázolásokon gyakran rosszul van elhelyezve), a kulcscsontok a többi bazális sauropodomorphára is jellemzően a test középvonalánál érintkeznek. A hátsó lábak a test alatt találhatók, a térdek és a bokák kissé túlfeszítettek, a lábfejek felépítése miatt az állat az ujjain járt. Az aránylag hosszú alsó lábszárak és lábközépcsontok azt mutatják, hogy a Plateosaurus a gyors két lábon történő mozgáshoz alkalmazkodott. A Plateosaurus farka a dinoszauruszokra jellemzően izmos és nagyon mozgékony volt.

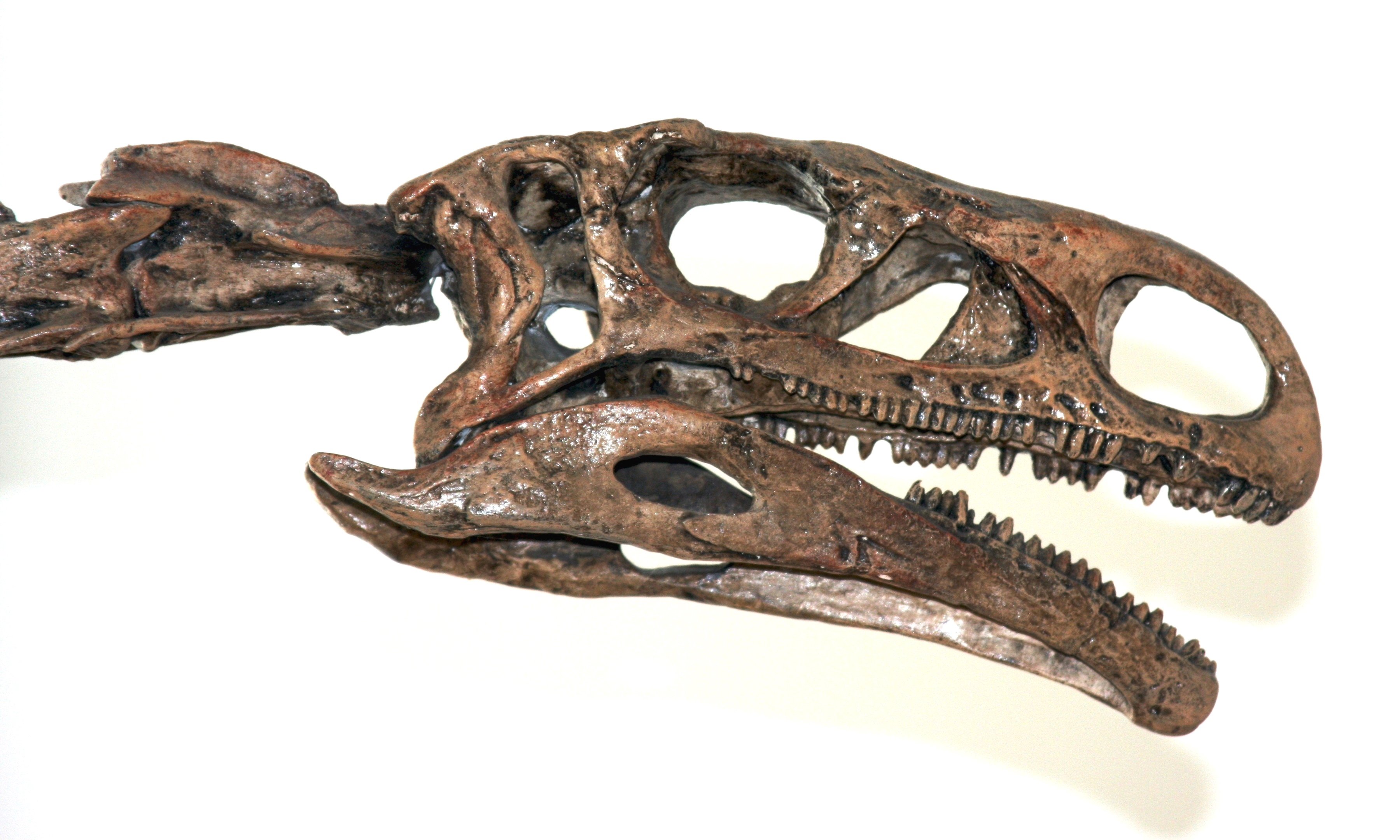
A P. engelhardti koponyája a Royal Ontario Museumban

A Plateosaurus koponyája kicsi és keskeny, oldalnézetből négyszögletes és közel háromszor olyan hosszú volt, mint amilyen magas. Mindkét oldalán hátul egy majdnem négyszögletes temporális koponyaablak, elöl pedig egy nagy kerek szemnyílás, egy nagyjából háromszögletű szem előtti koponyaablak és egy majdnem ugyanakkora tojás alakú orrnyílás található. A pofa sok apró, levél formájú, gyökérrel ellátott fogat tartalmazott a felső és az alsó állcsontban egyaránt, melyekből 5–6 a premaxillában, 24–30 a maxillában, 21–28 pedig a fogcsontban helyezkedett el. A fogak durván recézettek voltak, vastag, levél formájú koronájuk lehetővé tette a növényi anyagok megőrlését. Az állkapocsízület alacsony helyzete nagy emelőerőt biztosított a rágóizmok számára, így a Plateosaurus harapása igen erős lehetett. Ezek a jellegzetességek arra utalnak, hogy az állat kizárólag vagy főleg növényekkel táplálkozott. A szemei inkább két oldalra, mint előre irányultak, hogy a ragadozók könnyebb észlelése érdekében minden irányban biztosítsák a látást. Egyes fosszilis csontvázakkal együtt a szemeket körülvevő szklerotikus gyűrűk is megőrződtek.

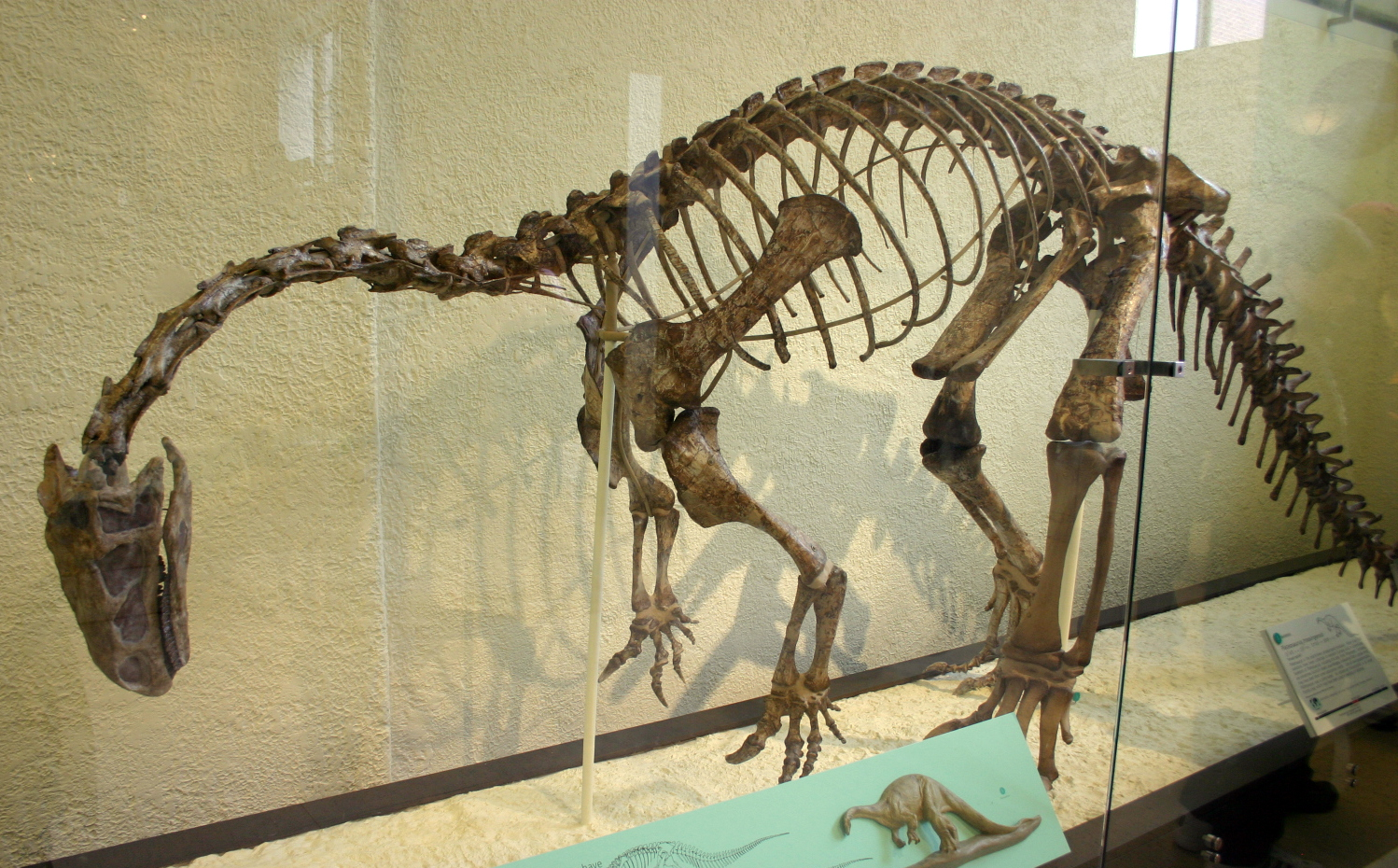
A P. engelhardti felállított csontváza (az AMNH 6810 azonosítójú példány a németországi Trossingenben)

A Plateosaurus bordái a hátcsigolyákhoz két ízülettel kapcsolódtak, melyek egyetlen csuklós ízületként működtek, lehetővé téve a mellkas belélegző és kilélegző helyzetének rekonstruálását. A két pozíció közötti térfogat különbség alapján meghatározható a légcsere térfogat (az egyetlen lélegzetvétellel megmozgatott levegő mennyisége), ami körülbelül 20 liter egy 690 kilogrammosra becsült tömegű P. engelhardti példány esetén, azaz a testtömeghez viszonyítva 29 ml/kg. Ez a madarakra, és nem az emlősökre jellemző érték, és azt jelzi, hogy a Plateosaurus valószínűleg madárszerű, levegőáramoltató tüdővel rendelkezett, azonban a pneumatizmusnak (a tüdőhöz kapcsolódó és a csontok belsejében végződő, tömegcsökkentésre szolgáló légzsákoknak) csak néhány példány esetén találták jelét a koponya alatti csontvázon. A csont szövettani bizonyítékokkal kombinálva ez azt jelzi, hogy a Plateosaurus endotherm (melegvérű) volt.
A Plateosaurus típusfaja a P. engelhardti. E faj felnőtt példányai elérték a 4,8–10 méteres hosszúságot. Az átlagos egyedek tömege körülbelül 600–4000 kilogramm lehetett. A második, későbbi faj, a P. gracilis (korábbi nevén Sellosaurus gracilis) valamivel kisebb volt, a teljes hossza 4–5 métert ért el.

## Felfedezés és történet

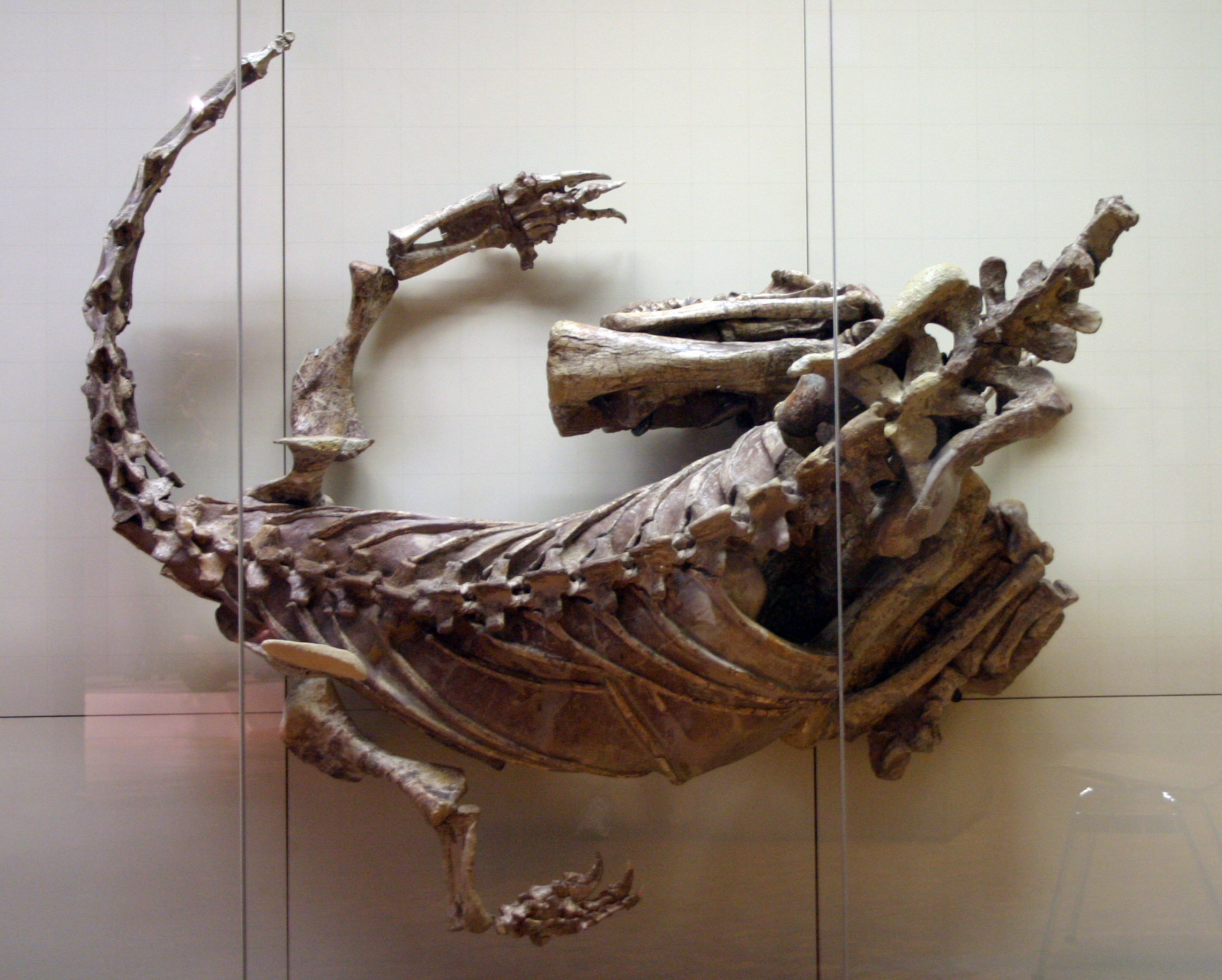
A P. engelhardti, F 33 azonosítójú, az Állami Természetrajzi Múzeumban (Staatliches Museum für Naturkunde Stuttgart) levő példánya felülnézetből. A csontvázat 1933-ban Reinhold Seemann fedezte fel Trossingenben, egybefüggő állapotban. Jellegzetesen meghajlott, a legtöbb Plateosaurus leletnél megtalálható hátsó lábakkal rendelkezett. A törzs elülső része a szokottól eltérő módon nem csavarodott oldalra

1834-ben Johann Friedrich Engelhardt német orvos felfedezett néhány csigolyát és lábcsontot a Nürnberg közelében levő Heroldsbergnél. Három évvel később a maradványokat Hermann von Meyer a Plateosaurus típuspéldányává tette. Azóta több mint száz Plateosaurus példány maradványait fedezték fel különféle európai lelőhelyeken.
A Plateosaurushoz kapcsolt leletanyag több mint ötven különböző helyről, Németországból (főként a Neckar és Pegnitz folyók völgyéből), Svájcból (Frickből) és Franciaországból származik. Három lelőhely különösen fontos, ezek ugyanis nagy számú és szokatlanul jó minőségű példányokkal szolgáltak. Az 1910-es és az 1930-as évek között a Szász-Anhalt egyik agyaggödrében végzett ásatás során 39–50, a Plateosaurushoz tartozó csontváz, mellette pedig a theropoda Liliensternus fogai és néhány csontja, valamint a teknősök közé tartozó Proganochelys két csontváza és néhány csonttöredéke került elő. A plateosaurida leletanyag egy részét az Otto Jaekel által 1914-ben leírt P. longicepshez kapcsolták, amely később a P. engelhardti fiatalabb szinonimájává vált. A fosszíliák többsége a berlini Természetrajzi Múzeum (Museum für Naturkunde) gyűjteményébe került, majd nagyrészt megsemmisült a második világháború alatt. Az egykor jelentős halberstadti lelőhelyen napjainkban ingatlanfejlesztés folyik.
A második jelentős P. engelhardti fosszíliákkal szolgáló lelőhely a Fekete-erdőben levő Trossingenben található. A 20. században több ásatás színhelye volt. 1911 és 1932 között az Eberhard Fraas (1911–1912), Friedrich von Huene (1921–1923) és Reinhold Seemann (1932) által vezetett hat ásatás során összesen 35 teljes vagy részleges Plateosaurus csontvázat fedeztek fel, emellett pedig további 70 példány töredékes maradványai kerültek elő. A területről származó nagy számú példány miatt Friedrich August von Quenstedt német őslénykutató az állatnak a Schwäbischer Lindwurm (sváb sárkány) nevet adta.

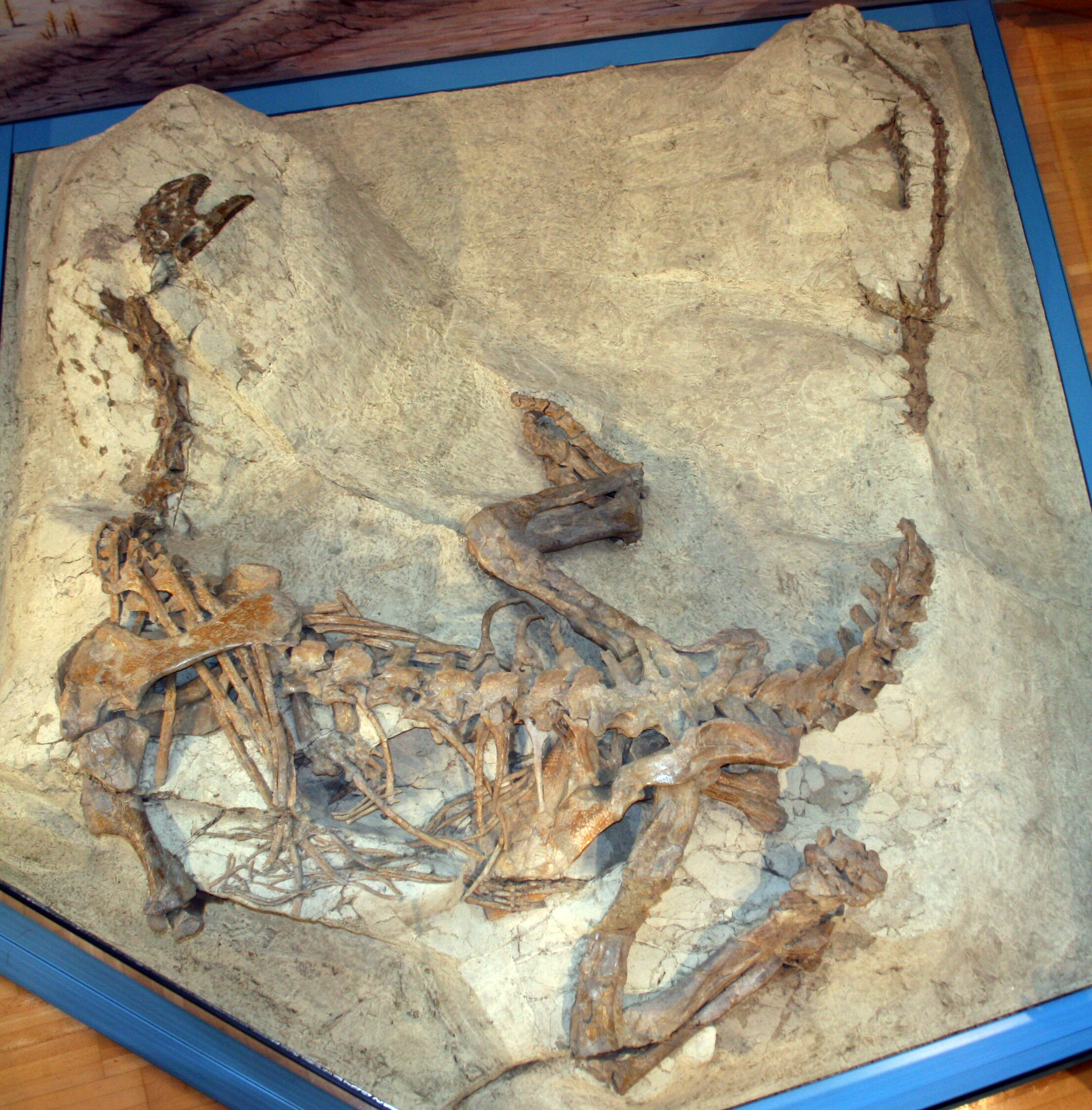
Az MSF 23 azonosítójú P. engelhardti, az egyik legteljesebb példány a svájci Frickben levő Sauriermuseum gyűjteményében, felülnézetből

A Plateosaurus csontvázait a svájci Frickben, a Tonwerke Keller AG egyik agyaggödrében, 1976-ban találták meg először. Bár a csontok gyakran súlyosan deformálódtak a tafonómiai folyamatok következtében, a Frickben felfedezett P. engelhardti csontvázak teljességükben és elhelyezkedésükben összemérhetők a Trossingenben és Halberstadtban feltártakkal.
1997-ben a Snorre olajmező egyik olajfúró platformjának munkásai az Északi-tenger északi részén, amikor egy homokkő rétegen fúrtak keresztül, a tengerfenék alatt 2256 méteres mélységben rábukkantak egy fosszíliára, amiről azt hitték, hogy egy növénytől származik. A Bonni Egyetem őslénykutatói, Martin Sander és Nicole Klein elemezték a csont mikroszerkezetét, és arra a következtetésre jutottak, hogy a kőzet egy Plateosaurus összetört lábcsontjának szálas csontszövetét őrizte meg, így ez a fosszília Norvégia első dinoszaurusz leletévé vált. A Plateosaurus fosszíliáját a Grönland keleti részén levő Fleming Fjord-formációban is felfedezték.

## Osztályozás és típuspéldány
A Plateosaurus az első „prosauropoda”, amelyről leírás készült, emellett pedig a Plateosauridae család típusneme és névadója. Kezdetben, amikor még a nemet alig ismerték, pontosan meg nem határozott hüllőként a Sauria csoportba sorolták be. 1845-ben, von Meyer megalkotta (a Dinosauria már nem használt fiatalabb szinonimáját) a Pachypodes csoportot, a Plateosaurus, az Iguanodon, a Megalosaurus és a Hylaeosaurus számára. A Plateosauridae-t 1895-ben Othniel Charles Marsh hozta létre a Theropoda alrenden belül. A családot Huene később áthelyezte a „Prosauropoda” alrendágba, a legtöbb szerző pedig elfogadta ezt a változtatást. A klád évekig csak a Plateosaurust és fiatalabb szinonimáit foglalta magába, de később további két nemet, a Sellosaurust és a feltételezett Unaysaurust is ide sorolták be. E kettő közül a Sellosaurus valószínűleg a Plateosaurus újabb fiatalabb szinonimája.
A Plateosaurus engelhardti típussorozata „durván 45 csontból” állt. E csontok közel fele mára elveszett. A megmaradt leletanyagot a németországi Erlangen-Nürnberg Egyetem Őslénytani Intézete (Institut für Paläontologie der Universität Erlangen-Nürnberg) őrzi. A leletanyagból Markus Moser 2003-ban egy részleges keresztcsontot szüntípusnak jelölt ki. A típuslelőhely nem ismert pontosan, de Moser a korábbi publikációk, valamint a csontok színe és állapota alapján arra a következtetésre jutott, hogy Heroldsbergtől körülbelül 2 kilométerre, délre, a Nürnberg közelében található Buchenbühl területén lehet.
A Plateosaurus gracilis típuspéldánya egy hiányos koponya alatti csontváz, amely a Stuttgarti Természettudományi Múzeum (Staatliches Museum für Naturkunde Stuttgart) gyűjteményében található. A faj típuslelőhelye Stuttgart egyik külvárosa, Heslach.

### Etimológia
A Plateosaurus nevének eredete nem egyértelmű. Ahogy Markus Moser rámutatott, az eredeti leírás nem tartalmaz erre vonatkozó információt, az egyes szerzők pedig különböző magyarázatokkal szolgáltak. Az első magyarázat Louis Agassiztól származik, aki azon az állásponton volt, hogy a név az ógörög πλατη / platé (= 'evező', 'kormánylapát', melyet Agassiz a latin pala = 'lapát' szóra fordított le) és a σαυρος / szaürosz (= 'gyík') szavak összetételéből ered. Agassiz emiatt átnevezte a nemet Platysaurusra, valószínűleg a görög πλατυς / platüsz = 'széles', 'lapos', 'széles vállú' szóból kiindulva, amivel egy érvénytelen fiatalabb szinonimát hozott létre. Ezt az etimológiát átvéve a Plateosaurust a későbbi szerzők sokszor 'széles gyíknak' vagy 'lapos gyíknak' fordították. Gyakran állították, hogy a πλατυς / platüsz szó a Plateosaurus oldalirányban lapított fogaira utal, ami képtelenség, mivel a fog a leírás elkészültekor még ismeretlen volt. Moser alternatívaként az ógörög πλατεια / plateia = 'széles út', 'tér' szót vetette fel, melynek szótöve „plate-” és nem „platü-”, ezért jobban megfelel. Emiatt a Plateosaurus név fordítása 'széles úti gyík' ('főúti gyík') vagy 'térgyík' is lehet.

## Taxonómia

### Érvényes fajok

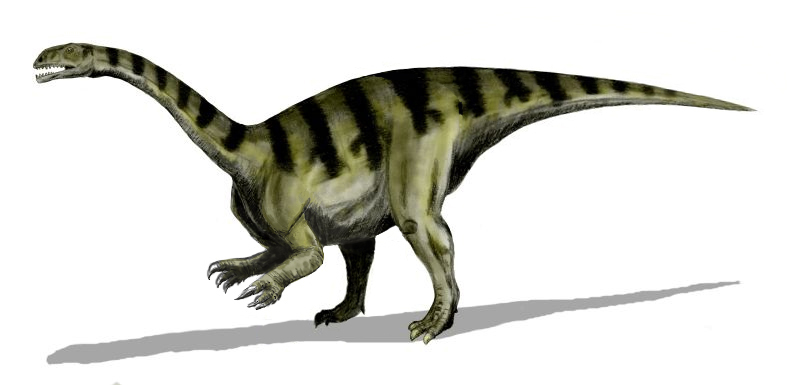
A korábban Sellosaurus néven ismert P. gracilis rekonstrukciója

A Plateosaurus taxonómiai története összetett és zavaros. 2009 óta csak két faját tekintik érvényesnek, a típusfajt, a P. engelhardtit és a régebbi P. gracilist, melyet korábban Sellosaurus néven saját nembe soroltak be. Peter Galton világosan kimutatta, hogy a keuper rétegből származó összes Plateosaurus és egyéb prosauropoda fosszília egyetlen fajhoz, a Plateosaurus engelhardtihoz tartozik. A legkiterjedtebb és legrészletesebb vizsgálatot a teljes német és svájci plateosaurida leletanyagon, beleértve a típusfajjal megegyező fajtól származó trossingeni maradványokat is, Markus Moser végezte. Moser a Sellosaurust a Plateosaurus nemmel azonosnak tekintette, de azt nem taglalta, hogy a S. gracilis és a P. engelhardti azonos fajhoz tartozik-e. Adam Yates a Witwatersrandi Egyetem (University of the Witwatersrand) őslénykutatója tovább növelte a nemként való elkülönítéssel kapcsolatos kételyt, és a típusfaj leletanyagát, valamint a Sellosaurus gracilis fosszíliáinak egy részét a Plateosaurus nemen belül a P. gracilis fajban helyezte el. Ezt megelőzően, 1926-ban Huene ugyanerre a következtetésre jutott.
Azonban Yates felhívta a figyelmet arra, hogy a P. gracilis metataxon lehet, ami azt jelenti, hogy nincs bizonyíték sem arra, hogy a hozzá kapcsolt leletanyag monofiletikus (egy fajtól származik), sem arra, hogy parafiletikus (több fajtól származik). Ennek az az oka, hogy a P. (Sellosaurus) gracilis holotípusához nem tartozik koponya, az egyéb példányok pedig csak koponyákból és olyan maradványokból állnak, amelyek túl kis átfedésben vannak a holotípussal, ahhoz, hogy biztosan ki lehessen jelenteni, hogy ugyanahhoz a taxonhoz tartoznak. Ennek következtében lehetséges, hogy az ismert leletanyag több Plateosaurus fajhoz tartozik.

### Érvénytelen fajok

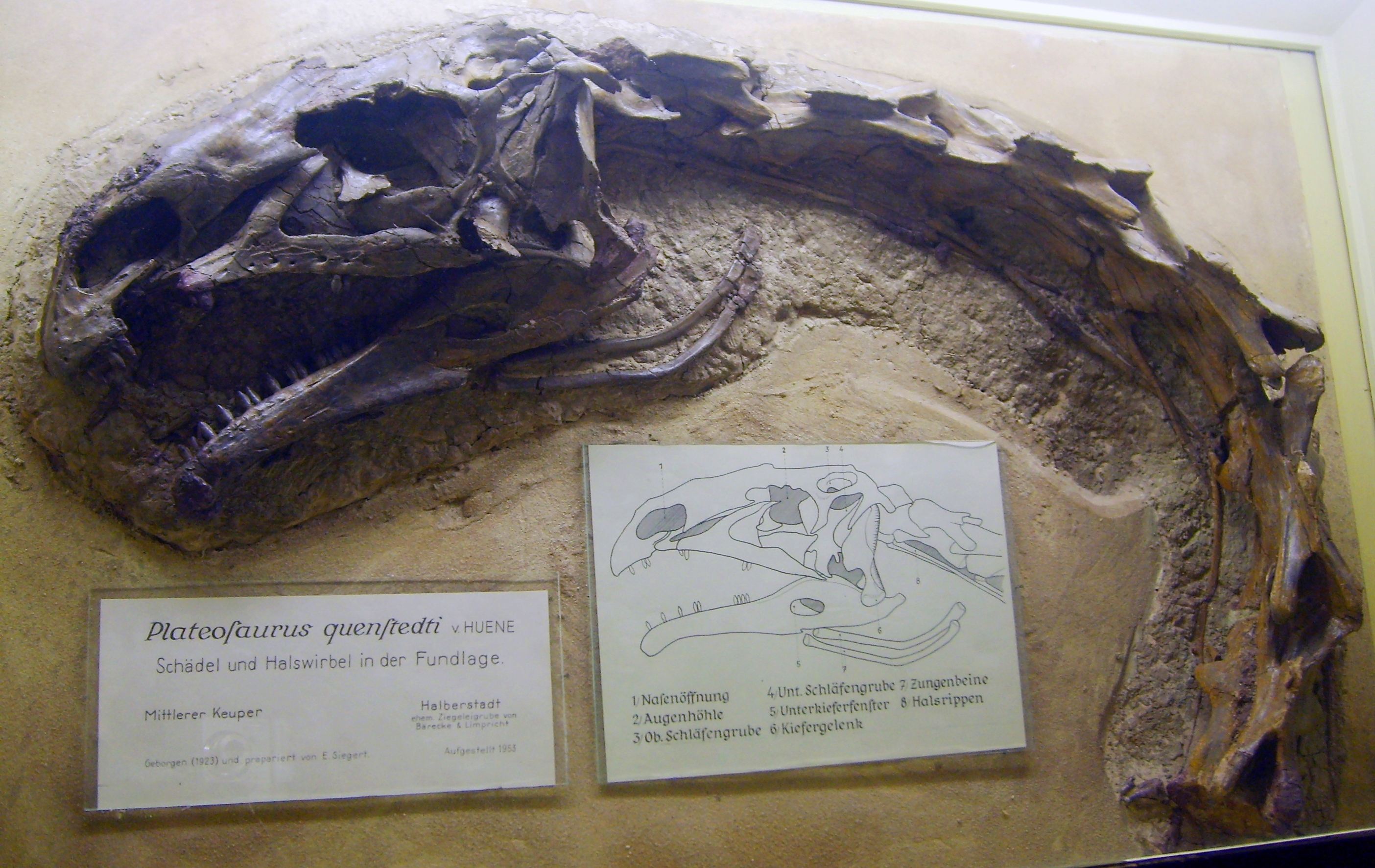
A Plateosaurus engelhardti (korábbi nevén P. quenstedti) koponyája és nyaka a berlini Természetrajzi Múzeum (Museum für Naturkunde) gyűjteményében

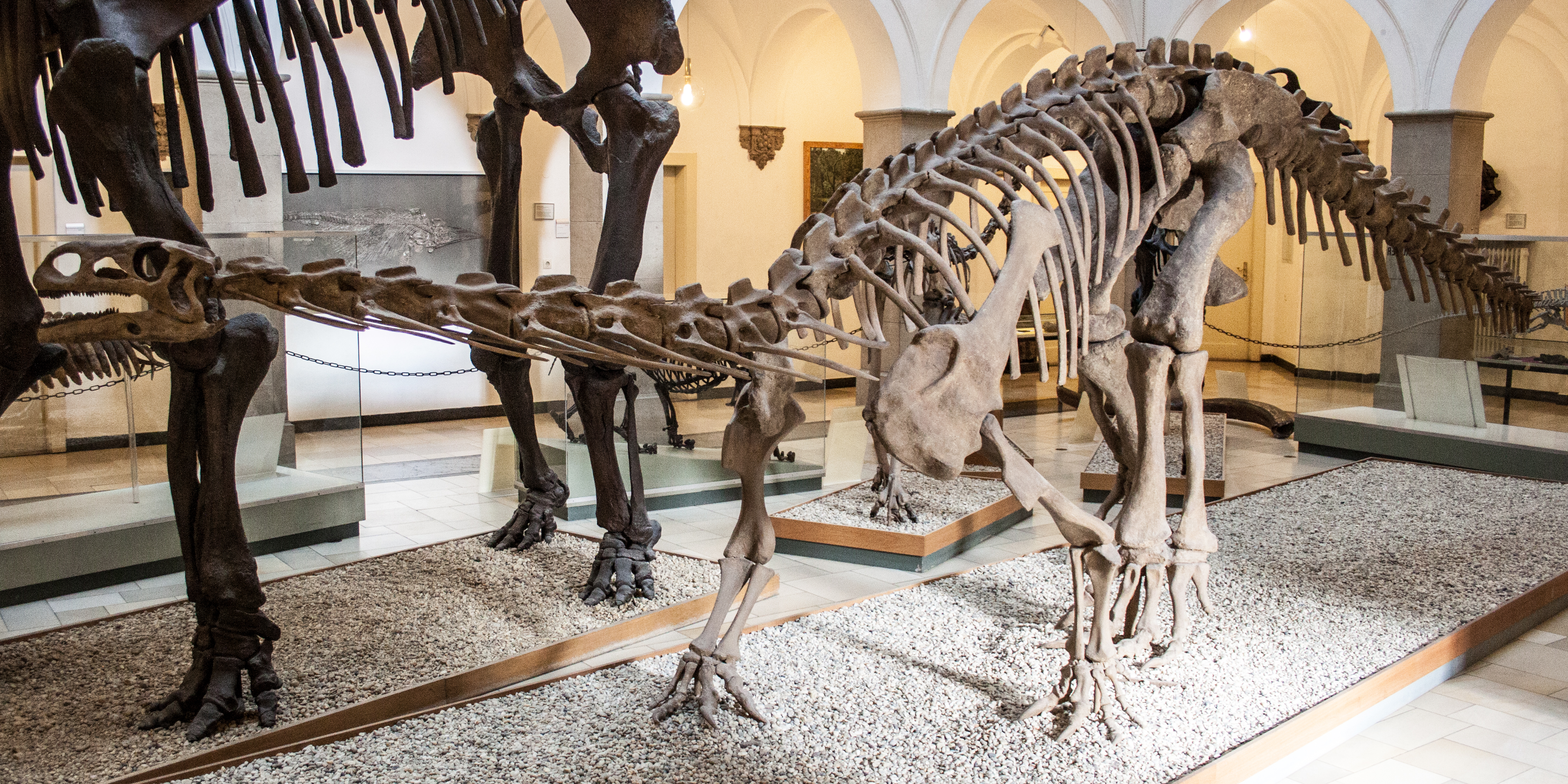
A Plateosaurus engelhardti rekonstrukciója a Müncheni Palaeontológiai Múzeumban

A Plateosaurus elnevezett fajairól, a P. gracilist leszámítva kiderült, hogy a típusfaj vagy valamelyik érvénytelen név fiatalabb szinonimái. Huene szinte minden új, aránylag teljes lelet számára új fajt vagy új nemet hozott létre a trossingeni (három Pachysaurus és hét Plateosaurus faj) és a halberstadti (egy Gresslyosaurus és nyolc Plateosaurus faj) fosszíliák esetében egyaránt. E fajok közül később többet összevont, de biztos volt abban, hogy a két lelőhelyen több nem és egynél több Plateosaurus faj leletei kerültek elő. Jaekel szintén úgy gondolta, hogy a halberstadti leletanyag több plateosaurida és nem plateosaurida dinoszaurusz maradványait tartalmazza. Peter Galton szisztematikus vizsgálata drasztikusan csökkentette a nemek és fajok számát. Galton szinonimizálta az összes koponyamaradványt, és leírást készített a P. engelhardti szüntípusai és az általa a P. longicepshez kapcsolt trossingeni fosszíliák közötti különbségekről. Galton a P. trossingensist, a P. fraasianust és a P. integert a P. longicepsszel azonosította. Markus Moser azonban világosan kimutatta, hogy a P. longiceps a P. engelhardti fiatalabb szinonimája. Emellett a P. engelhardtihoz tartozó maradványok számára más nemeken belül különféle fajokat hoztak létre, például Dimodosaurus poligniensis, Gresslyosaurus robustus, Gresslyosaurus torgeri, Pachysaurus ajax, Pachysaurus giganteus, Pachysaurus magnus és Pachysaurus wetzelianus néven. Azonban a Knollenmergelből származó, a múzeumi gyűjteményekben többnyire Plateosaurus címkével ellátott prosauropoda leletanyag nagy része nem a típusfajhoz, és feltehetően nem is a Plateosaurushoz tartozik. E maradványok némelyike nem diagnosztikus, egyes darabok esetében pedig felismerték a különbözőséget, de sosem készült róluk megfelelő leírás.

## Tafonómia
A három nagyobb Plateosaurus lelőhely, a németországi Trossingen, Halberstadt és a svájci Frick tafonómiája (eltemetődési és fosszilizációs folyamata) több szempontból is szokatlan. Mindhárom hely közel monospecifikus elrendezésű, ami azt jelenti, hogy gyakorlatilag csak egyetlen faj fosszíliáit tartalmazzák, amihez nagyon szokatlan körülmények szükségesek. Azonban a theropodák elszórt fogai mindhárom lelőhelyen megtalálhatók, ahogy a korai teknős, a Proganochelys maradványai is. Emellett Halberstadtban egy hiányos „prosauropoda” csontvázat is találtak, ami nem tartozik a Plateosaurushoz, de hasonló helyzetben őrződött meg. E lelőhelyek majdnem teljes és részleges Plateosaurus csontvázakkal, valamint különálló csontokkal is szolgáltak. A részleges csontvázakhoz általában a hátsó végtagok és a csípő részei tartoznak, a törzs elülső része és a nyak csak ritkán találhatók meg külön. Az állatok mind felnőttek vagy majdnem felnőttek voltak; fiatal példányok vagy fiókák nem kerültek elő. A hátsó lábakat magukba foglaló teljes csontvázak és nagyobb csontváz részek mind a jobb oldalukkal felfelé helyezkednek el, ahogy a teknősök fosszíliái is. Emellett többnyire jól tagoltak, a hátsó lábaik pedig háromdimenziósan, cikk-cakkban őrződtek meg, gyakran úgy, hogy a talpuk mélyebben merült az üledékbe a csípőjüknél.

### Korábbi értelmezések
A Plateosaurus leletekkel kapcsolatos első vitában Fraas kijelentette, hogy csak a sárban való elmerülés tette lehetővé az egyetlen addig ismert teljes csontváz megőrződését. Ehhez hasonlóan Jaekel a halberstadti leleteket olyan állatként értelmezte, amely a mocsárban túl mélyen gázolva megrekedt és elmerült. A részleges maradványokat a víz által sodort hordalékként értelmezte, és erősen cáfolta, hogy egy katasztrófa során halmozódtak fel. Ezzel ellentétben von Huene az üledéket a nehéz sivatagi körülmények hatására összegyűlt, majd az időszakos víztárolók helyén létrejött sárba merült leggyengébb állatok, többnyire még nem teljesen kifejlett példányok szélhordta üledékeként értelmezte. Kijelentette, hogy a számos lelet teljessége azt jelzi, hogy nem történt elmozdulás, a részleges példányok és a különálló csontok pedig az időjárás és a többi állat csontokon való átvonulásának eredményei. Seemann egy másik lehetőséget is felvázolt, mely szerint a Plateosaurus csordák összegyűltek a nagy víztárolóknál, melyekbe a csorda egyes tagjait beszorították. A könnyű állatok kiszabadultak, a nehezek viszont beragadtak a sárba és elpusztultak.
Nagyjából egy fél évszázaddal később kialakult egy újfajta gondolkodásmód, ami alapján David Weishampel kijelentette, hogy az alsóbb rétegekben talált csontvázak egy sárfolyamban elpusztult csorda maradványai, míg a felső rétegekben lévők hosszabb időn át gyűltek össze. A furcsa monospecifikus leletegyüttest Weishampel azzal a feltevéssel magyarázta, hogy a Plateosaurus igen gyakori volt. Ezt az elméletet tévesen Seemannak tulajdonítják, mivel a Tübingeni Egyetemhez tartozó Geológiai és Paleontológiai Intézet és Múzeum gyűjteményének a Plateosaurus fontos részét képezi, emellett pedig az Interneten és a dinoszauruszokat népszerűsítő könyvekben elfogadott magyarázatként jelent meg. Hans Rieber bonyolultabb feltevéssel állt elő, ami szerint az állatok a szomjúság vagy az éhezés következtében pusztultak el és a sárfolyamokkal sodródtak egy helyre.

### Jelenlegi értelmezés
A tafonómia részletes újraértelmezése, melyet a Bonni Egyetem őslénykutatója Martin Sander végzett el, kimutatta, hogy a sárban való elmerülés elmélete, amit elsőként Fraas vetett fel, igaz: a bizonyos testtömeget meghaladó állatok elmerültek a sárban, ami egyre hígabbá vált a menekülési kísérleteiktől. Sander forgatókönyve hasonló ahhoz, amit a híres La Brea-i kátránygödrök esetében is felvázoltak, melyeknél csak ez magyarázza meg valamennyi tafonómiai adatot. A tetemek teljességének mértékét nem befolyásolta az odakerülés módja, az eltemetődést megelőző helyváltoztatás, illetőleg a dögevés jelei is hiányoznak. A Plateosaurus és az egyéb növényevő taxonok fiatal egyedei túl könnyűek voltak ahhoz, hogy elmerüljenek a sárban, illetve kiszabadíthatták magukat, ezért nem őrződtek meg. Ehhez hasonlóan alacsonyabb tömegük és aránylag nagyobb talpfelületük miatt a dögevő theropodák sem estek csapdába. Nincs jele a csordában való életmódnak, illetve egy csorda katasztrofális eltemetődésének, sem annak, hogy a korábban máshol, elszigetelten elpusztult állatok gyűltek össze egy katasztrófa következtében.

## Ősbiológia

### Testtartás és járás

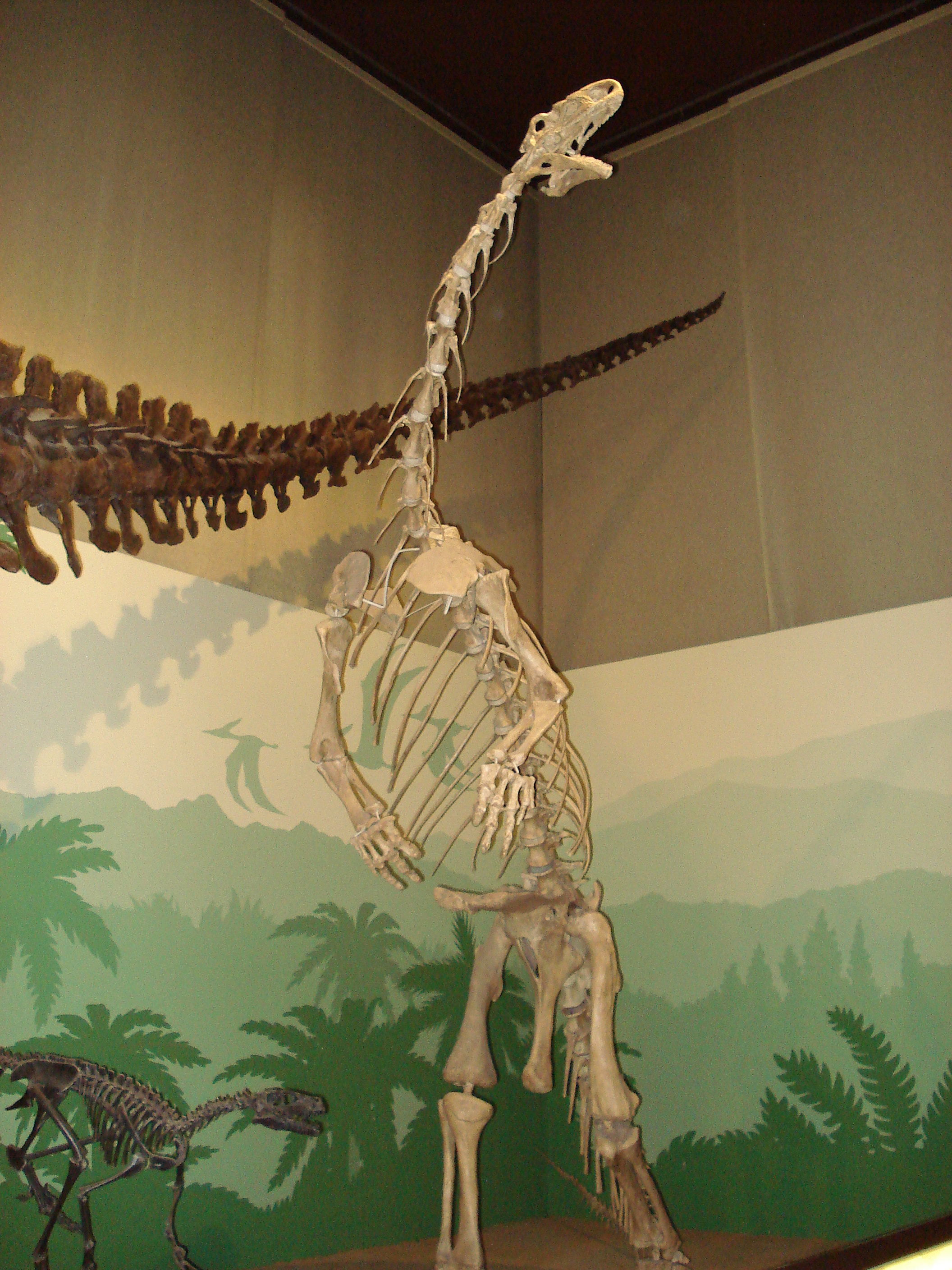
A P. engelhardti felállított csontvázának másolata a megfelelő, két lábon álló testhelyzetben, a Milánói Természetrajzi Múzeumban (Museo Civico di Storia Naturale di Milan)

A szakirodalomban szinte minden elképzelhető testhelyzetet felvetettek a Plateosaurus számára. Friedrich von Huene a két hátsó láb ujjain, felegyenesedett testtartásban, legalábbis a gyors mozgás során meredek szögben tartott gerinccel történő járást feltételezte az általa Trossingenben talált állatok esetében. Ezzel szemben a halberstadti leletanyagot legtöbbet tanulmányozó Otto Jaekel kezdetben arra következtetett, hogy az állatok a gyíkokhoz hasonlóan, négy lábon, terpesztett lábakkal, a talpukat a földre helyezve, a törzsüket oldalirányban meghajlítva mozogtak. Mindössze egy évvel később Jaekel az esetlen, kenguruszerű ugrálás mellett foglalt állást a német Gustav Tornier zoológus hatására, aki szerint a csípő és a váll ízületi felületei jellemzően hüllőszerűek. A trossingeni csúcslelőhelyet elsőként feltáró Fraas szintén a hüllőszerű testtartást részesítette előnyben. Hans Müller-Stoll több, a Plateosaurus függőleges lábtartásához szükséges, hiányzó tulajdonságot sorolt fel, arra a következtetésre jutva, hogy a gyíkszerű rekonstrukciók helyesek. Ezek az adaptációk azonban valójában megtalálhatók a Plateosaurusnál.
1980-tól a dinoszauruszok biomechanikájának jobb megértése, továbbá a Plateosaurus hátának behajlítását cáfoló Andreas Christian és Holger Preuschoft által írt tanulmányok a függőleges, ujjon járó lábtartás és a hát nagyjából vízszintes helyzetének széles körű elfogadásához vezettek. Sok kutató arra a véleményre jutott, hogy a Plateosaurus (kis sebességű mozgásnál) négy lábon és (nagy sebességű mozgásnál) két lábon is járt, Peter Wellnhofer azonban kitartott amellett, hogy a farok erősen lefelé hajlott, lehetetlenné téve a két lábon álló testhelyzetet. Moser viszont kimutatta, hogy a farok valójában egyenesen állt.
Ezt az elfogadott álláspontot a Plateosaurus mellső lábáról szóló, Matthew Bonnan és Phil Senter által írt részletes tanulmány cáfolta meg, amely világosan megmutatta, hogy a Plateosaurus képtelen volt a kezei elcsavarására. Az egyes múzeumokban felállított csontvázak esetében az elcsavart helyzetet az orsócsont és a singcsont könyöknél való felcserélésével érték el. Ez azt jelenti, hogy a Plateosaurus kizárólag két lábon, ujjakon járó állat volt. A két lábon történő mozgás további jele a lábak hosszának nagy különbsége (a hátsó láb durván kétszer hosszabb a mellsőnél), a mellső láb nagymértékben korlátozott mozgása és az a tény, hogy a tömegközéppont pontosan a hátsó lábak felett helyezkedett el.
A Plateosaurus olyan, a futó életmódhoz szükséges adaptációkkal rendelkezett, mint a függőleges hátsó láb, az aránylag hosszú alsó lábszár, a meghosszabbodott lábközépcsontok és a talp ujjonjáró helyzete. Azonban a futó életmódú emlősöktől eltérően a végtagokat nyújtó izmok mozgatókarjai rövidek, különösen a bokánál, ahol hiányzik a sarokcsonton levő egyedi mozgatókar növelő kidudorodás. Ez azt jelenti, hogy a futó emlősökkel szemben a Plateosaurus valószínűleg képtelen volt légi, talajra való támaszkodás nélküli mozgásfázis elérésére. Ehelyett a sebesség növelése érdekében nagyobb lépésgyakoriságot kellett elérnie gyorsabb és erőteljesebb izom-összehúzódásokkal. A nyújtás helyett az összehúzódásokra való hagyatkozás jellemző a madarak közé nem tartozó dinoszauruszokra.

### Táplálkozás és étrend

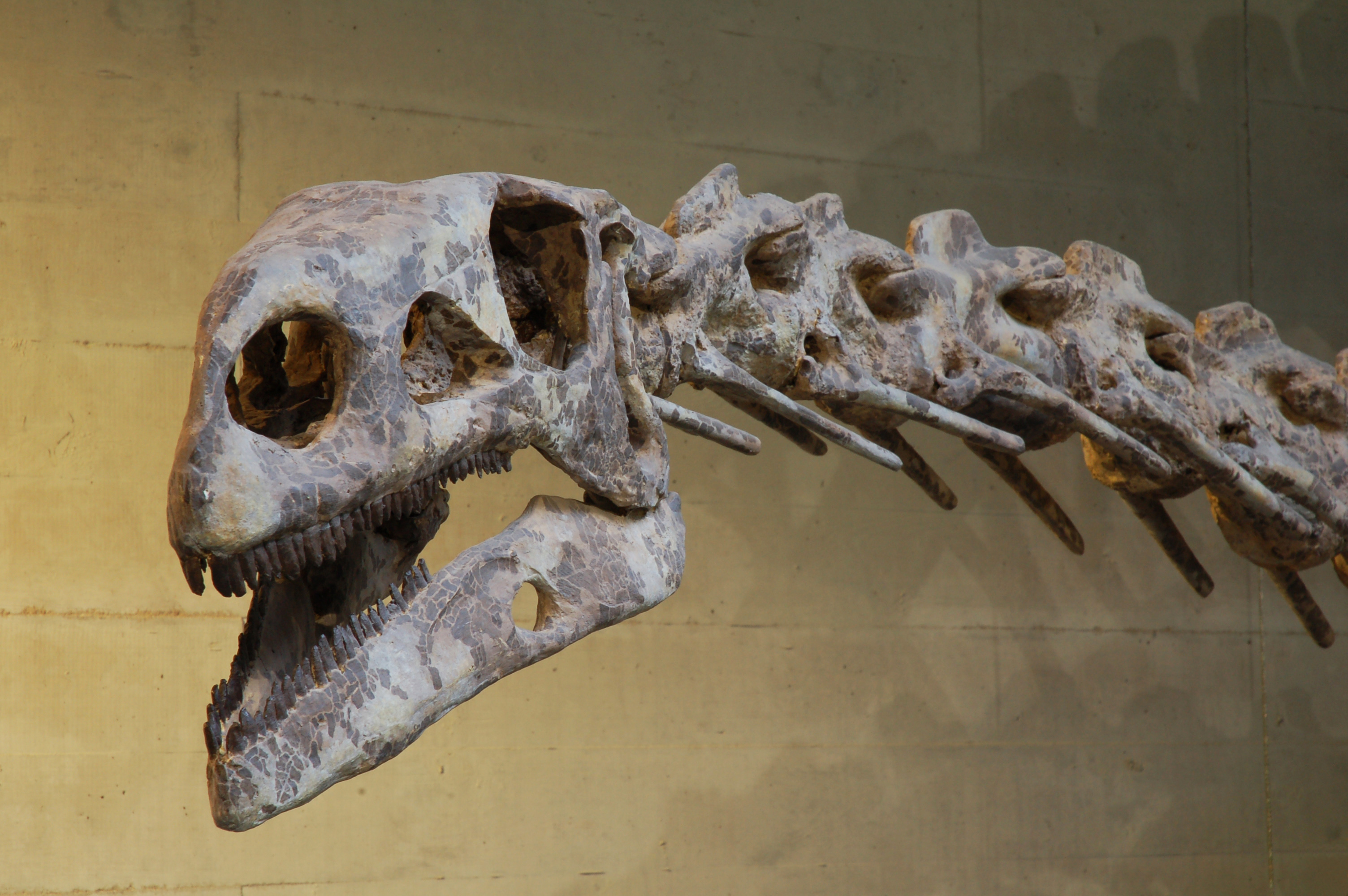
A koponya félprofilból

A legtöbb prosauropoda fontos koponyajellemzői (mint például az állkapocsízület) közelebb állnak a növényevő hüllőkéhez, mint a húsevőkéhez, a fogaik koronájának alakja pedig jobban hasonlít a modern növényevő vagy mindenevő iguanákéra. A koronák legnagyobb szélessége nagyobb, mint a gyökéré, ezáltal a vágóél emlékeztet a ma élő növényevő vagy mindenevő hüllőkére. Ez igaz a Plateosaurusra is. Paul Barrett szerint a prosauropodák kiegészítették növényevő étrendjüket kisebb állatok elejtésével, illetve döghús fogyasztásával. A régi, sokat idézett ötlet szerint az összes nagyméretű dinoszaurusz, beleértve a Plateosaurust is gasztrolitokat (zúzóköveket) nyeltek az emésztésük megkönnyítésére, a száj segítségével történő korlátozott ételfeldolgozási képességet azonban Oliver Wings a gasztrolitok számával, tömegével és felületével kapcsolatos, az aligátorokkal és struccokkal való összehasonlítást tartalmazó vizsgálata cáfolta. Úgy tűnik, hogy a gasztrolitok emésztési célú használata a bazális theropodáktól a madarakig tartó fejlődési vonalon és a Psittacosaurus fejlődési vonalán párhuzamosan fejlődött ki.

### Növekedés, anyagcsere és élettartam
Az addig tanulmányozott, madarak közé nem tartozó összes dinoszauruszhoz hasonlóan a Plateosaurus olyan növekedési minta szerint fejlődött, ami eltér mind a ma élő emlősökétől, mind pedig a madarak közé tartozó dinoszauruszokétól. A közeli rokonságába tartozó, szokványos dinoszaurusz fiziológiával rendelkező sauropodák növekedése kezdetben gyors volt, amit a nemi érettség kialakulását követően egy valamivel lassabb, de döntőbb szakasz követett, ugyanis a maximális méret elérését követően az állat növekedése megállt. Az emlősök gyorsan növekednek, de a nemi érettség általában a gyors növekedési fázis végére esik. A végső méret mindkét csoportnál aránylag állandó, az embereknél azonban szokatlanul változó. A ma élő hüllők növekedési mintája a sauropodákéhoz hasonló, gyors kezdeti és a nemi érettség után lecsökkenő növekedési aránnyal, amit az öregkorban a növekedés majdnem teljes leállása követ. Kezdeti növekedési arányuk azonban jóval lassabb, mint az emlősöké, a madaraké és a dinoszauruszoké. A hüllők növekedési aránya szintén nagyon változó, így az azonos korú egyedek nagyon különböző méretűek lehetnek, ahogy a végső méretük is jelentősen eltérhet. A ma élő állatoknál ez a növekedési arány a hőszabályozáshoz és a lassú metabolikus arányhoz (például az ektotermiához), azaz a „fejlődési plaszticitáshoz” kapcsolódik. (Megjegyzendő, hogy ez nem azonos az idegi fejlődési plaszticitással.)
A Plateosaurus növekedése a sauropodákéhoz hasonló görbét követett, de a növekedési arány és a végső méret valószínűleg a környezeti tényezők hatására a ma élő hüllőkénél jobban változott. Egyes példányok már 4,8 méteres testhossznál teljesen kifejletté váltak, míg mások elérték a 10 métert is. A csontok mikrostruktúrája gyors növekedést jelez, ahogy a sauropodáknál és a ma élő emlősöknél is, ami endotermiára utal. A Plateosaurus nyilvánvalóan a melegvérűség olyan korai állapotát képviseli, amelynél az endotermia a fejlődési plaszticitáshoz kapcsolódott. Ez a feltételezés a Plateosaurus hosszú csontjain végzett, a Bonni Egyetem kutatói, Martin Sander és Nicole Klein által vezetett részletes hisztológiai vizsgálaton alapul. A Plateosaurus esetében az endotermia további jele a madárszerű tüdő.
A hosszú csont hisztológia az egyed által elért kor megbecslését is lehetővé teszi. Sander és Klein úgy találták, hogy egyes példányok 12 éves korukra teljesen kifejletté váltak, de 20 éves korukig lassan tovább növekedtek, egyikük pedig még 18 évesen is a gyors növekedési szakaszban volt. A legöregebb példány 26 éves volt és még növekedett; a legtöbb egyed kora viszont 12 és 20 év közé esett. Egyes példányok azonban jóval tovább élhettek, mivel a fricki és trossingeni fosszíliák mind balesetek során, és nem idős korban elpusztult állatokhoz tartoznak. A 4,8 méternél kisebb példányok hiánya miatt nem lehet a Plateosaurus teljes ontogenetikus sorozatára való következtetést levonni, illetve a 10 évnél fiatalabb állatok növekedési arányát meghatározni.

### Nappali aktivitás
A Plateosaurus, valamint a modern madarak és hüllők szklerotikus gyűrűin és a szemek becsült méretén végzett összehasonlítások arra utalnak, hogy a Plateosaurus nappal és éjjel is aktív életet élt, feltehetően megvédve magát a nappali hőségtől.

## Fordítás
- Ez a szócikk részben vagy egészben a Plateosaurus című angol Wikipédia-szócikk ezen változatának fordításán alapul.  Az eredeti cikk szerkesztőit annak laptörténete sorolja fel. Ez a jelzés csupán a megfogalmazás eredetét és a szerzői jogokat jelzi, nem szolgál a cikkben szereplő információk forrásmegjelöléseként.